# Rota (tekst przysięgi)

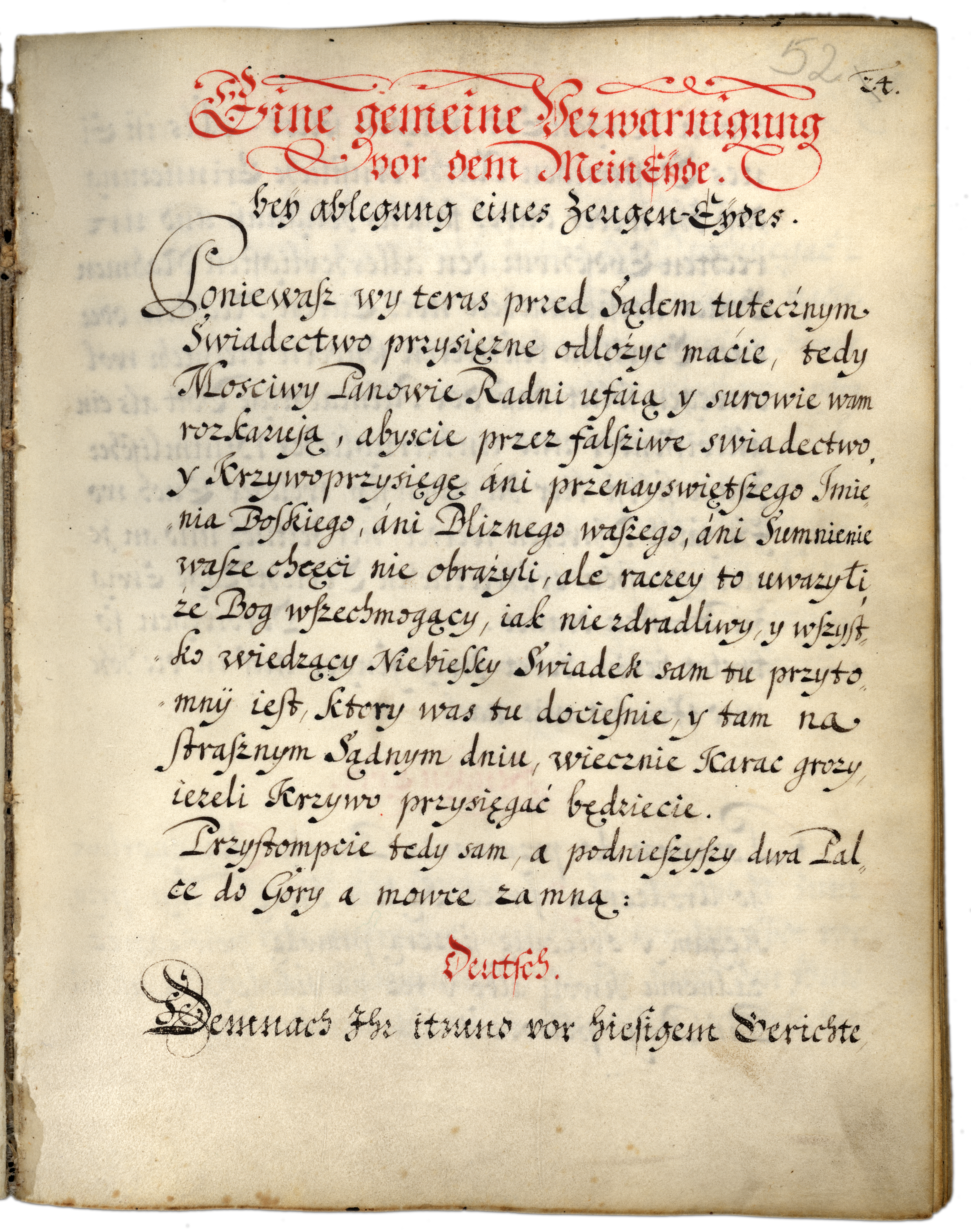
Rota przysięgi składanej przez polskich świadków przed sądem ławniczym we Wrocławiu, 1702

Rota – forma przysięgi (np. wojskowej), mogąca być formą podawczą w liryce. Słowa „tak mi dopomoż Bóg” nie są obowiązkowe.
Tekst Roty, przysięgi wojskowej:

Ja żołnierz Wojska Polskiego przysięgam

służyć wiernie Rzeczypospolitej Polskiej,

bronić jej niepodległości i granic.

Stać na straży Konstytucji,

strzec honoru żołnierza polskiego,

sztandaru wojskowego bronić.

Za sprawę mojej Ojczyzny,

w potrzebie krwi własnej ani życia nie szczędzić.

Tak mi dopomóż Bóg.